# Ahmed Abou-Chaker
Ahmed Abou-Chaker (* 9. Januar 1983) ist ein Händler von Edelmetallen, Pelzen und Antiquitäten.

## Leben
Ahmed Abou-Chaker gehört nach eigenen Angaben zu einer aus Dubai stammenden Kaufmannsfamilie, die in der dritten Generation auf Edelmetallhandel spezialisiert ist. Das Magazin Focus beschrieb ihn als Familienmitglied des Berliner Abou-Chaker-Clans. Gegenüber der Bild-Zeitung habe er sich von kriminellen Aktivitäten des Familienverbandes distanziert. In seinem Ladenlokal in der Ortslage Bergmannkiez in Berlin-Kreuzberg handelt er mit Gold, Schmuck, Pelzen und Antiquitäten.
Überregionale Bekanntheit erlangte Abou-Chaker 2017 durch seine Auftritte als Händler in vier Sendungen der achten Staffel der ZDF-Fernsehreihe Bares für Rares. 
Ein Artikel der Bild-Zeitung vom 16. Januar 2018 zitierte Abou-Chaker mit Kritik an der Sendereihe, worauf auch andere Teile der deutschen Presse diese Meldung aufgriffen. Das ZDF erklärte daraufhin, dass weitere Sendetermine mit Abou-Chaker nicht in Planung seien. In seiner Darstellung zeigte sich Abou-Chaker enttäuscht über die Berichterstattung der Bild-Zeitung, in der seine Aussagen im Interview aus dem Zusammenhang genommen und missverständlich dargestellt worden seien.